# Alexandru Moruzi

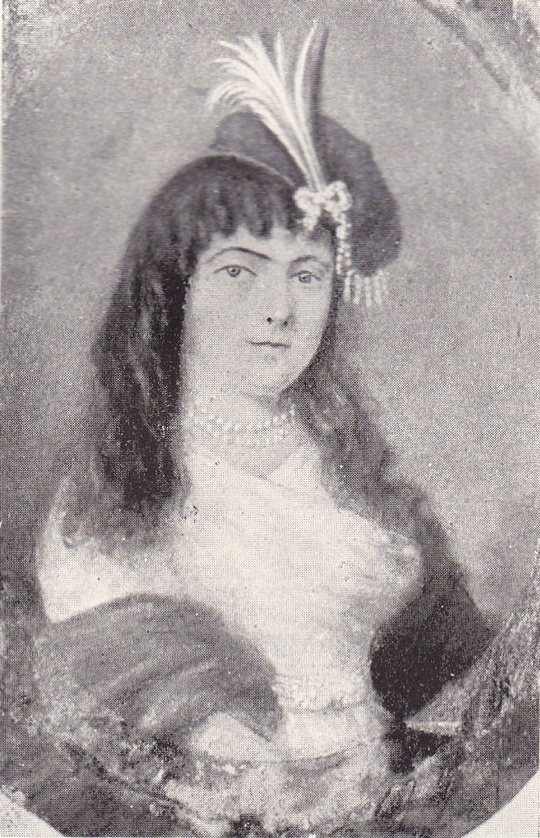
Portretul Zoiei Moruzi (1760/61-1821), soția domnitorului Alexandru Moruzi.

Alexandru Moruzi (n. 1750, Constantinopol, Imperiul Otoman – d. 1816, Constantinopol, Imperiul Otoman) a fost domn în Moldova: martie 1792 - ianuarie 1793, 4 octombrie 1802 - august 1806 și 17 octombrie 1806 - 19 martie 1807 și în Țara Românească: ianuarie 1793 - august 1796 și martie 1799 - octombrie 1801.

## Domnii
A fost fiul lui Constantin Moruzi. Alexandru Moruzi a reușit să preia tronul Moldovei după războiul ruso-austriaco-turc (1788 - 1792). În această primă domnie a fost ocupat cu restabilirea ordinii după retragerea din țară a oștilor prădătoare rusești. Trecut în Țara Românească își arată repede lăcomia pentru bani. A exploatat mereu populația, a cumpărat ieftin o cantitate enormă de grâu și l-a vândut la un preț aproape înzecit locuitorilor înfometați. A fost destituit printr-un joc de intrigi la Constantinopol și înlocuit cu Alexandru Vodă Ipsilanti.
Reîntronat în 1799, continuă strângerea dărilor apăsătoare ale lui Constantin Hangerli. O altă nenorocire pentru țară o reprezentau incursiunile prădătoare și sângeroase ale pașei Osman Pazvantoğlu de la Vidin. Ajutoarele primite de la sultan s-au dovedit mai mult un lucru rău, pentru că oastea turcească s-a alăturat repede hoardelor care prădau și ardeau Târgu Jiu și Craiova. Domnitorul Alexandru Moruzi recunoscându-și neputința, și-a cerut singur mazilirea (1801).
A fost din nou numit în Moldova (1802), la insistențele francezilor, însă a trecut repede de partea politicii rusești, țesând intrigi împotriva Franței împreună cu fratele său Dumitrache, dragomanul Porții.
În timpul celor cinci domnii, a făcut și lucruri bune: a construit un spital pentru ciumați și o fabrică de hârtie la Afumați. A fost căsătorit cu Zoe, fiica lui Lascarache și a Ilenei Rosetti.
Inițiat în francmasonerie la 24 martie 1776, în Loja St. Andreas din Sibiu, primește în același an gradele de Companion, Maestru și Maestru Perfect. Arhivele masonice îl înregistrează ca Venerabil al unor loji de la București (1786) și Iași (1803). 